# Fumarsyra
Fumarsyra (C4H2O2(OH)2) är en karboxylsyra med två karboxylgrupper. Den ingår i citronsyracykeln. Den korresponderande anjonen heter fumarat.

## Egenskaper
Fumarsyra är E-isomeren och maleinsyra Z-isomeren av samma ämne. De båda skiljer sig dock väsentligt från varandra. Fumarsyra är kemiskt mera stabilt – dess smältpunkt är 261 °C medan maleinsyra smälter vid 168 °C. Den opolära fumarsyran är också olöslig i vatten.

## Framställning
Syntetisk fumarsyra framställs genom oxidation av furfural (C4H3OCHO) med vanadin som katalysator.
{\displaystyle {\rm {C_{4}H_{3}OCHO\ +O_{2}\rightarrow C_{4}H_{2}O_{2}(OH)_{2}}}}

## Användning
Fumarsyra används som konserveringsmedel och surhetsreglerande medel i livsmedel, och har då E-nummer 297.